# فرانك نوبل (لاعب كرة قدم)
فرانك نوبل (بالإنجليزية: Frank Noble)‏ (26 أكتوبر 1945 في المملكة المتحدة - ) هو لاعب كرة قدم بريطاني في مركز الدفاع. لعب مع شيفيلد وينزداي ونادي بيتربورو يونايتد.

## وصلات خارجية
- فرانك نوبل (لاعب كرة قدم) على موقع قاعدة بيانات كرة القدم.إي يو (الإنجليزية)